# Svenska Ljud

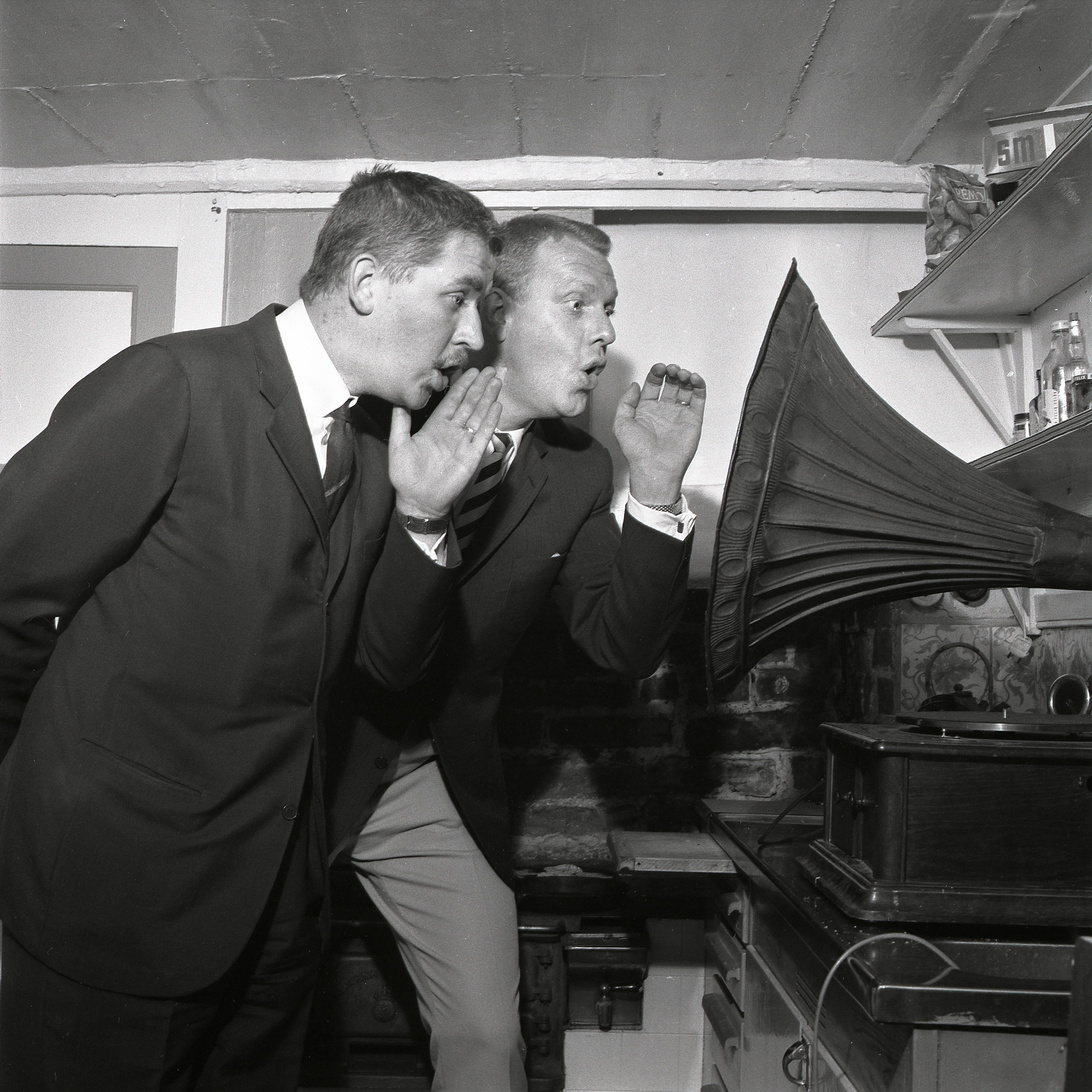
Hans Alfredson och Tage Danielsson i samband med lanseringen av Svenska Ljuds första grammofonskiva 1962

Svenska Ljud är en skivetikett som startades av Hans Alfredsons och Tage Danielsson. Den var en del av bolaget AB Svenska Ord. Sedan 2008 ger man ut ljudböcker.

## Historik
Den första skiva de släppte med serienummer SVEN 1 var som de själva uttryckte det "en lite blygsam singel" med låtarna "Sov lilla Totte" och "En torsdagskväll i Vedbaek". Skivorna gavs till en början ut på AB Philips-Sonora. De gav ut ett 30-tal LP-skivor och cirka 15 singlar mellan åren 1962-1986 under denna etikett, bland annat ett antal LP-skivor med den välkända rollfiguren Lindeman.
De två hade kommit överens om att om en av dem dog skulle Svenska Ord läggas ned och så skedde också då Danielsson gick bort.  Bolaget Svenska Ljud lever dock vidare. 
2008 tog Alfredson upp arbetet med Svenska Ljud genom att bilda företaget AB Svenska Ljud Audioförlag som ett sidoprojekt till Svenska Ljud med det uttalade målet att bredda handelns sortiment av ljudböcker. AB Svenska Ljud Audioförlag ägs idag av Carlson Invest som också tidigare drivit bolaget tillsammans med bland annat Katarina Ewerlöf, Johan Rabaeus, Gerhard Hoberstorfer och Krister Henriksson. Bland utgivna titlar finns exempelvis Bram Stokers Dracula, Voltaires Candide och H.P. Lovecrafts Skräckens Labyrinter, den senare i en inläsning av skådespelaren Ernst-Hugo Järegård. Senare producerad litteratur är böcker skrivna av Alexander Bard och Jan Söderqvist

## Svenska Ljud Diskografi

### LP-skivor

#### LJULP-serien
Svenska Ljuds första skivserie med nio LP-skivor.
- Hålligång, en revy på Berns
- Malte, Valfrid Lindemans son
- Gula hund och God jul önskar Philips
- Gula Hund
- Hans Alfredson nästan sjunger egna bitar för barn
- Ännu flera Lindemän!!
- Lådan
- Franz Schubert får Spader madame
- Nyheter och bulletiner från Radio Mosebacke

#### Nummerserien
- 6362057 - Lindeman gökar ånyo![3]
- 6362083 - Göken Lindeman tjatar vidare[4]
- 6362113 - Monica Zetterlund: Ur Svenska Ords arkiv[5]
- 6362118 - Lösryckta bitar[6]
- 6368200 - 88 öres-revyn från Skeppet[7]
- 6368201 - Bengt Ernryd & Lars Forssell: Solen lyser på havet blå[8]
- 6368202 - Lindeman går igen[9]
- 6368203 - oklar titel
- 6368204 - Öppen Kanal eller stängd?[10]
- 6368205 - Ägget är löst![11]
- 6368206 - Lindeman på nya äventyr bland älgar och isbjörnar[12]
- 6368207 - Lindeman ger sig aldrig[13]
- 6368208 - Under Dubbelgöken, på Berns[14]

- 6641222 - Glaset i örat, på Berns[15]
- 6641567 - Svea Hund, på Göta Lejon[16]
- 6641978 - Animalen[17]
- 814067   - Reliker ur Lindemans kvarlåtenskap[18]
- 824065-1 - Ronja Rövardotter[19]
- 834122-1 - Titta va ja hitta! Blandade korvar ur Svenska Ords skafferi[20]
- 838222-1 - Jazz Doctors & Claes Janson – Vivamus! Låt Oss Leva![21]

Lågpris nr:
- 6394201 - Gröna Hund på Gröna Lund[22]
- 6394202 - Hans Alfredson sjunger Blommig falukorv och andra visor för barn (återutgåva av LJULP 5)[23]
- 6394203 - Hålligång, en revy på Berns (återutgåva av LJULP 1)[24]
- 6394204 - Lasse O'Månsson avslöjar Mitzi Gaynors hemliga liv[25]
- 6394205 - Diverse Svenska Ljud[26]

#### BOXAR
Tre LP-boxar utgivna år 1986.
- Box nr 1 - AB Svenska Ords trälåda, 10 LP + singel (återutgåva av SVEN 1). Lådan var faktiskt gjord i trä.
- Box nr 2 - AB Svenska Ords Revylåda, 11 LP. Samlingsbox i papp
- Box nr 3 - Lindeman håller låda, 10 LP. Samlingsbox i papp med 100 Lindemän

### Singlar

#### SVEN-serien
Svenska Ljuds första singelserie bestående av fem singlar.
- SVEN 1 - Sov lilla Totte / En torsdagskväll i Vedbaek, utgiven 1962
- SVEN 2 - Att angöra en brygga
- SVEN 3 - En valsfan / klockan är väl två
- SVEN 4 - Norge (Helmer Bryds Eminent Five Quartet)
- SVEN 5 - Skeppet

#### BRYD
- BRYD 1 - Ungdomen ä ena dumma fä (Helmer Bryds Eminent Five Quartet), utgiven 1983

#### JIM
- Jim 1 -  Jim & Piraterna Blom (Claes Janson, Stefan Nilsson)[27]

#### LJUD
- LJUD 1 - Monica Zetterlund: Kalinka / Nilsson / lär oss i kväll
- LJUD 2 - Hasse Alfredson: Valfrid Lindeman / Ringaren
- LJUD 3 - Telefonnumret (Hasse Alfredson och Lasse O Månsson)/ Är jag för banal (Monica Zetterlund) / Kärlek har ändrat karaktär (Tage Danielsson)
- LJUD 4 - Sonya (Hedenbratt, alltså) sjunger Svenska Ord (Sonya Hedenbratt)
- LJUD 5 - Gamle man / Notan
- LJUD 6 - Monica Zetterlund sjunger En slump
- LJUD 7 - Swinging'Mosebacke! (Helmer Bryds Eminent Five Quartet)

#### Nummerserie / singlar
- 6016041 - Sopor
- 6063500 - Änglamark / Julius och Mariella
- 6063501 - Mannen som slutade röka [28]
- 6063502 - Ägget är löst
- 6063503 - Släpp fångarne loss, det är vår!